# Berthold Koletzko
Berthold Koletzko (* 1954) ist ein deutscher Kinder- und Jugendmediziner und Hochschullehrer.

## Leben
Koletzko studierte von 1973 bis 1980 Medizin an der Universität Münster. Dort promovierte er im Jahr 1980. 1989 habilitierte Koletzko sich an der Universität Düsseldorf. Seine pädiatrische Ausbildung erhielt Koletzko an den Kinderkliniken des Klinikums Detmold, dem Baragwanath Hospital Johannesburg Soweto, Südafrika, dem Kilimanjaro Christian Medical Center Moshi, Tansania sowie an den Kinderkliniken der Universitäten Düsseldorf und Toronto, Kanada. Im Jahr 1992 wurde Koletzko auf ein Extraordinariat für Pädiatrie an der Ludwig-Maximilians-Universität München berufen. Koletzko ist zudem Leiter der Abteilung „Stoffwechselstörungen und Ernährungsmedizin“ am Dr. von Haunerschen Kinderspital in München.
Seine Forschung mit Schwerpunkt zu Stoffwechsel- und Ernährungsfaktoren, welche die Gesundheit von Kindern und die Prävention von Krankheiten beeinflussen, wurde durch die Forschungsrahmenprogramme der Europäischen Union (EU), den Europäischen Forschungsrat (ERC), die EU-Programme Erasmus, die Joint Programming Initiative der EU, die Deutsche Forschungsgemeinschaft, das Deutsche Zentrum für Kinder- und Jugendgesundheitsforschung, das Bundesministerium für Bildung und Forschung, das Bundesministerium für Gesundheit, die Bayerische Staatsregierung, die US National Institutes of Health, der Deutsche Akademische Austauschdienst, die Alexander-von-Humboldt-Stiftung, die Else-Kröner-Fresenius-Stiftung, die Familie-Larsson-Rosenquist-Stiftung und andere Fördereinrichtungen unterstützt. Er hat mehr als 1200 wissenschaftliche Zeitschriftenartikel und mehr als 250 wissenschaftliche Buchkapitel sowie 48 Bücher und Monographien veröffentlicht. Die Wissenschaftsplattform Web of Science zeigt mehr als 40.000 Zitate seiner Arbeiten und einen Hirsch-Index von 103.
Expertscape, ein Ranking von Wissenschaftlern auf der Grundlage der internationalen Zitierungen wissenschaftlicher Veröffentlichungen, benennt Koletzko als den 2024 weltweit führenden Experten auf den Gebieten „Child Nutritional Physiological Phenomena“ und „Child Nutrition Science“. Zudem hält er drei Patente im Bereich der Medizintechnik.
Koletzko ist als Sachverständiger für zahlreiche Institutionen tätig geworden, u. a. für die Deutsche Bundesregierung, die Innovationsinitiative des Deutschen Bundeskanzlers, das Scientific Committee for Food der Europäischen Kommission, das Committee on the Environment, Public Health and Food Safety des Europaparlaments, die Weltgesundheitsorganisation (WHO), die Food and Agriculture Organisation (FAO) der Vereinten Nationen, den Codex Alimentarius der WHO und FAO und andere nationale and internationale Organisationen.
Er erhielt zahlreiche wissenschaftliche Ehrungen, darunter die Ehrendoktorwürde der Universitäten Granada (Spanien), Pécs (Ungarn) und Poznan (Polen) und den Distinguished Service Award 2024 der European Society for Paediatric Gastroenterology, Hepatology and Nutrition.
Im Jahre 2023 wurde Koletzko zum Präsidenten der European Academy of Paediatrics gewählt. Er ist Mitglied der Strategic Advisory Group on Nutrition der International Pediatric Association sowie der Ernährungskommission der Deutschen Gesellschaft für Kinder- und Jugendmedizin.
Koletzko ist Gründer und Erster Vorsitzender des Sitzungsvorstandes der Stiftung Kindergesundheit, die sich für wissenschaftlich basierte Gesundheitsförderung und Krankheitsprävention im Kindes- und Jugendalter einsetzt.

## Schriften (Auswahl)
- Kindergesundheitsbericht 2024. Fokus Schule und Gesundheit. Stiftung Kindergesundheit, München, 2024.
- Koletzko B, Bhutta Z, Dhansay A, Makrides M, Orsi M, Cai W, Duggan C. Pediatric Nutrition in Practice, 3. Auflage, Basel, Karger, 2022.
- Koletzko B, Choe CF, Domellöf M, Poindexter B, Vain N, van Goudoever JB. Nutritional Care of the Preterm Infant. Scientific Basis and Practical Guidelines. 2. Auflage. Basel, Karger, 2021.
- Duggan CP, Walker WA, Koletzko B, Watkins JB. Nutrition in Pediatrics, 5th edition. Raleigh, NC. People’s Medical Publishing House – USA, 2016. ISBN 9781607951810
- Über die Wirkung von Propranolol auf die akute normovolämische Hämodilution mit Dextran-70 [Dextran] bei Hunden (= Münster (Westfalen), Univ., Med. Fak., Diss., 1980).
- mit Katharina Dokupil, Ursula von Schenck: Hast du auch hohes Cholesterin? Ein Ernährungsratgeber für Kinder und Eltern, Steinkopff, Darmstadt 1996, ISBN 978-3-7985-1026-5.
- mit Carolin Kröner: Basiswissen Pädiatrie, Springer, Berlin/Heidelberg/New York 2010, ISBN 978-3-540-75457-2.